# Lac Wahapo
Le lac Wahapo (en anglais : Lake Wahapo et en maori de Nouvelle-Zélande : Wahapako) est un lac néo-zélandais situé dans le district de Westland, sur la Côte ouest de l'île du Sud. Il se trouve dans le périmètre du parc national de Westland Tai Poutini.
Depuis les inondations de 1967, le lac est traversé par le fleuve Waitangitaona, qui a profondément modifié son hydrographie, sa faune et sa flore.

## Géographie
Le lac Wahapo se trouve à une quinzaine de kilomètres au nord-ouest de Franz Josef et à environ 80 km au sud-ouest de Hokitika. Il est situé à mi-chemin entre Whataroa à l'est et Okarito à l'ouest (à 7 km de chaque village). Le lac s'étend sur 2,3 km2. À son maximum, il est long de 2,6 km et large de 1,2 km. La route nationale 6 suit la rive sud du lac sur 1,6 km, le rendant facilement accessible aux voyageurs.

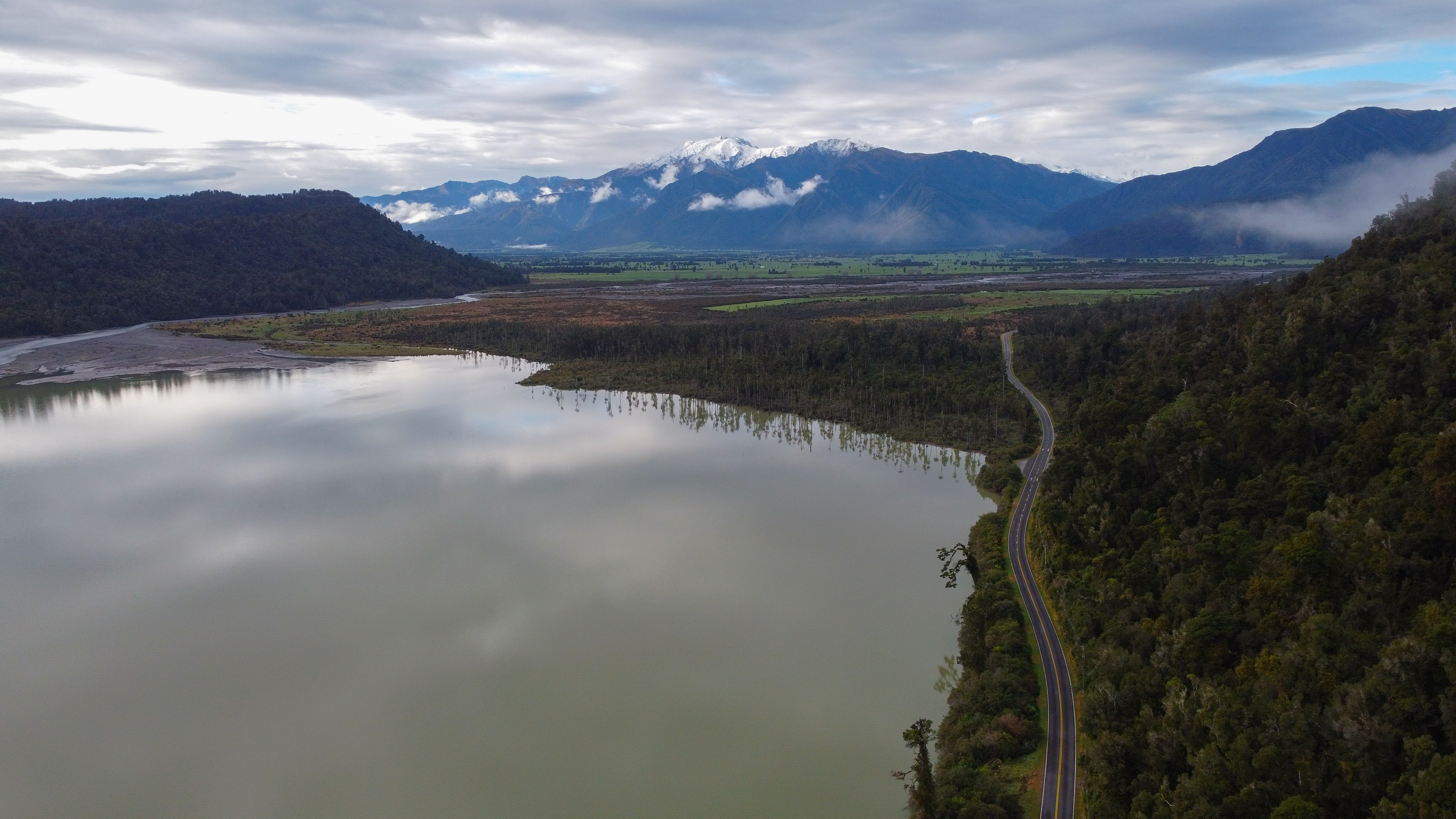
Vue de l'est du lac Wahapo, avec son delta (à gauche) et la route 6 (à droite).

Comme la plupart des lacs du sud du district de Westland, le lac Wahapo s'est formé lors de la retraite des glaciers à la fin de la dernière période glaciaire, il y a environ 12 000 ans. Entouré de murs de moraine au nord, au sud et à l'ouest, le lac occupe l'espace laissé par une ancienne vallée glaciaire. Sa partie orientale est historiquement délimitée par un cône alluvial légèrement pentu, mêlant forêts et tourbières typiques de la région appelées « pākihi »,.
En mars 1967, des inondations provoquent l'avulsion du Waitangitaona. Depuis, le fleuve traverse le lac Wahapo, à 6 km de son ancien cours. Jusqu'alors, les eaux du lac sombres et tourbeuses reflétaient les forêts de kahikatea occupant ses rives. Depuis, le Waitangitaona transporte à travers le lac Wahapo une eau trouble, contenant un important volume de sédiments, et le niveau du lac a augmenté d'environ un mètre. Un delta s'est formé à l'est du lac. Entre 1967 et 2008, le delta a connu une progradation d'environ 570 mètres. Ainsi, en 2008, le delta s'étend sur 29 hectares avec une profondeur moyenne d'environ 5 mètres. Des recherches universitaires estiment alors que le lac pourrait être complètement rempli de sédiments d'ici 300 ans.

## Histoire
Les Maoris appellent le lac Wahapako, d'après l'une des filles du rangatira Kārito, qui a lui-même donné son nom à la lagune Okarito. Le lac était un vivier de nourriture (en maori de Nouvelle-Zélande : mahinga kai) pour les Maoris locaux, qui venaient notamment y pécher l'anguille de Nouvelle-Zélande et l'ombre de Nouvelle-Zélande (aujourd'hui éteinte).

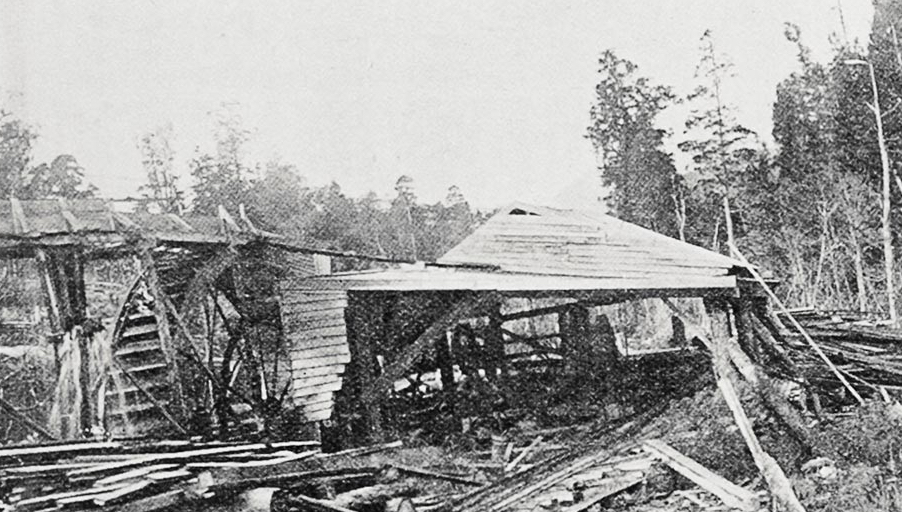
Une scierie hydraulique près du lac Wahapo en 1909.

Dès les années 1890, les forêts de la région sont exploitées pour leur bois ; le kahikatea et le rimu étant particulièrement demandés à l'époque. Des scieries sont implantées autour du lac, notamment pour permettre la construction des bâtiments de l'exposition du centenaire en 1939.
En 1960, une centrale hydroélectrique — utilisant les eaux du lac Wahapo ensuite reversées dans l'Okarito — est créée. La centrale et ses lignes de transmissions de 11 000 volts longues de 47 km alimentent environ 90 clients autour de Whataroa. Une taxe spéciale est alors mise en place par le conseil du comté de Westland pour financer les travaux, dont le coût est de 40 000 livres. Le centrale de Wahapo est améliorée dans les années 1990 et produit annuellement 15,3 GWh.
Le 29 mars 1960, la réserve paysagère autour du lac Wahapo est intégrée dans le nouveau parc national de Westland (aujourd'hui Westland Tai Poutini), le neuvième parc national de Nouvelle-Zélande,.

## Faune et flore

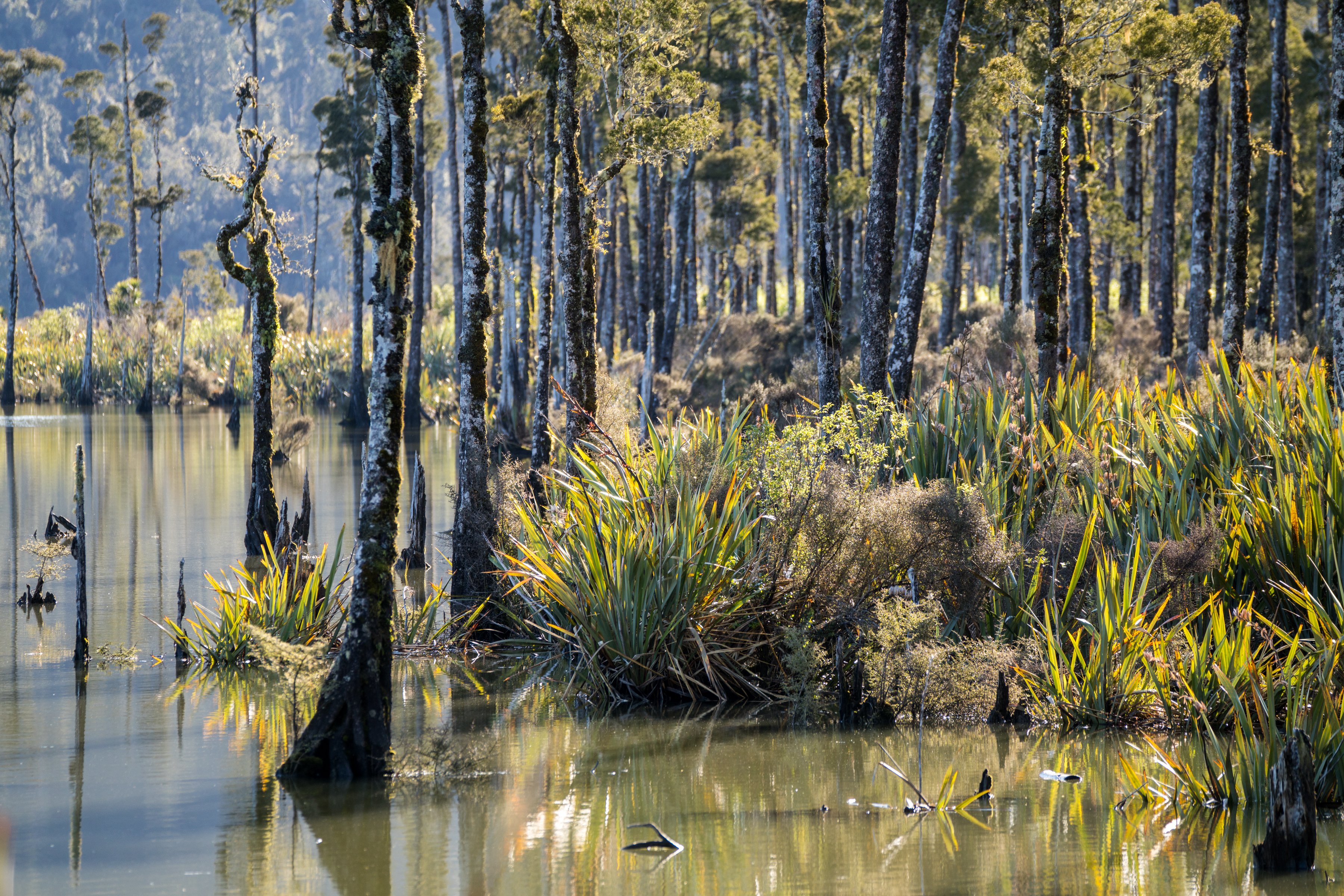
La végétation sur les rives du lac Wahapo.

La faune et la flore du lac Wahapo ont été profondément affectées par l'avulsion du Waitangitaona en 1967.
Le fleuve transporte de grandes quantités de fragments de schiste et d'autres débris provenant de son bassin versant. Le nouveau cours du fleuve traverse un ancien cône alluvial et une forêt de kahikatea (Dacrycarpus dacrydioides). Les débris les plus lourds se déposent avant d'atteindre le lac Wahapo, tandis que les éléments les plus légers finissent dans le lac. Du limon est donc apparu aux pieds des kahikateas, entraînant la mort de nombreux arbres dans cette partie du lac. En quelques années, ces arbres ont été attaqués par des champignons et n'ont pas pu être utilisés pour leur bois.
Dans les zones où moins de 60 cm de limon s'est déposé, les kahikateas ont développé de nouvelles racines pour survivre. Coprosma rotundifolia (en), Podocarpus totara, Pseudowintera colorata, Prumnopitys ferruginea (en) et Schefflera digitata (en) ont survécu de la même manière. Les mousses, herbes et autres petits arbustes n'ont pas survécu aux premiers dépôts de limon, mais ont pu reprendre là où les dépôts ont cessé. On trouve également aux abords du lac Wahapo : le kuripaka (en) (Dicksonia fibrosa) à l'est du lac, des joncs (Isolepis reticularis (ceb), Coprosma propinqua (en) et Coprosma robusta (en)) dans les marécages et le renoncule flammette (Ranunculus flammula) à l'entrée du lac et dans les mares.

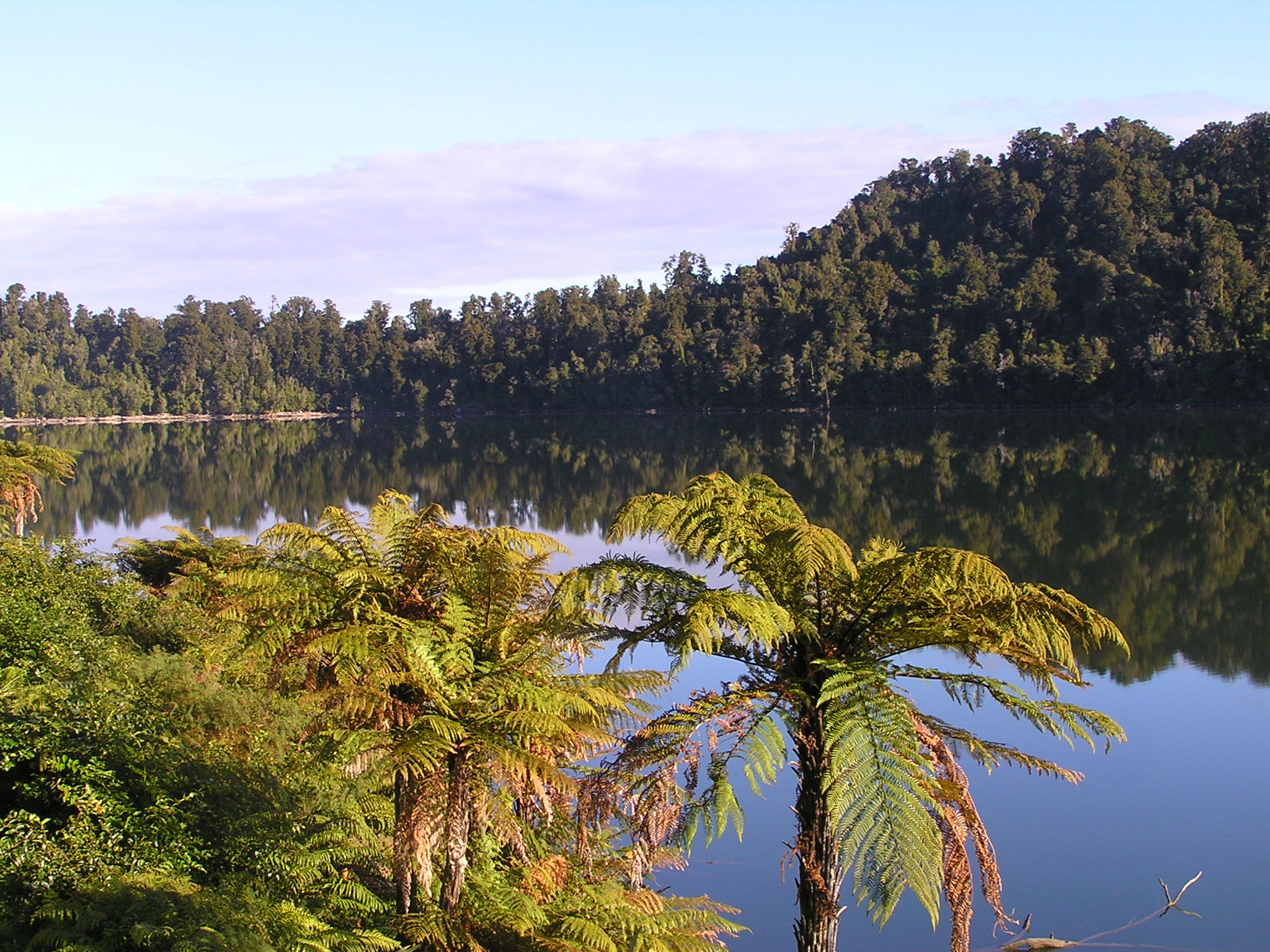
L'ouest du lac Wahapo.

Depuis 1967, les eaux du Waitangitaona ont rendu les eaux du lac Wahapo plus troubles et réduit la pénétration de la lumière. L'important volume d'eau traversant le lac a également homogénéiser sa température, équivalente à la surface et en profondeur. Le plancton du lac Wahapo est ainsi moins important que celui du lac Mapourika voisin.
Le saumon et truite commune, introduits par l'homme, vivent dans le lac. Y vivait également l'ombre de Nouvelle-Zélande (en) (Prototroctes oxyrhynchus) aujourd'hui éteinte. Le lac Wahapo est en effet l'un des derniers endroits où l'on trouvait régulièrement ce poisson, dont la disparition est notamment expliquée par l'introduction de la truite dans les cours d'eau néo-zélandais.